# Tachtamukaj
Tachtamukaj (in lingua russa Тахтамукай) è un centro abitato dell'Adighezia, situato nel Tachtamukajskij rajon. La popolazione era di 5.836 abitanti al dicembre 2018. Ci sono 116 strade.